# Белгијска народна банка
Народна банка Белгије (холандски: Nationale Bank van België; француски: Banque nationale de Belgique; немачки:: Belgische Nationalbank) је централна банка Белгије од 1850. Основана је 5. маја 1850. Чланица је Европског система централних банака од 1999. године. Седиште банке је у Бриселу.

### Задаци Народне банке
- издавање евро новчаница
- штампање евро новчаница и стављање у оптицај кованица евра
- стабилност белгијског финансијског сектора
- управљање девизним резервама прикупљање
- услуге за белгијску државу
- услуге широј јавности
- улога финансијског амбасадора у међународним економским институцијама